# 商业分析学
商业分析学（Business Analytics, 缩写为BA），也称业务分析学，是指对过去的业务绩效进行持续迭代探索和调查以获取洞察力和推动业务规划的技能、技术和实践，侧重于基于数据和统计方法开发新的洞察力和对业务绩效的理解。相比之下，商业智能（BI）传统上侧重于使用一组一致的指标来衡量过去的绩效并指导业务规划。换句话说，商业智能侧重于描述，而商业分析侧重于预测和处方。
商业分析学广泛使用分析建模和数值分析，包括解释性和预测性建模，和基于事实的管理来推动决策制定。因此，它与管理科学密切相关。分析可以用作人类决策的输入，也可以驱动完全自动化的决策。商业智能是查询、报告、在线分析处理(OLAP)和“警报”。换言之，查询、报告和 OLAP 是警报工具，可以回答诸如发生了什么、发生了多少、多久发生一次、问题在哪里以及需要采取什么措施等问题。商业分析学可以回答诸如为什么会发生这种情况、如果这些趋势继续下去会怎样、接下来会发生什么（预测）以及可能发生的最佳结果是什么（优化）等问题。